# Junta
Eine Junta (spanische Aussprache ['xunta], portugiesisch ['ʒũta]; aus lateinisch iungere, „vereinen, verbinden, zusammenbringen“; Plural: Junten) ist im spanischen und portugiesischen sowie im italienischen (in der Form giunta) Sprachraum gewöhnlich eine Ratsversammlung, im engeren Wortsinn ein Volks- oder ein Regierungsausschuss. In Spanien wird damit auch die gewählte Regierung von Regionen bezeichnet (Beispiel: Junta de Andalucía). In Portugal wird der Gemeinderat als Junta de Freguesia bezeichnet. Bildet das Militär den machthabenden Teil einer Staatsregierung, wird dieser Teil Militärjunta genannt. Militärjunten erlangen durch Freiheits- beziehungsweise Unabhängigkeitsbewegungen oder Militärputsche die Macht.

## Geschichte
Das Prinzip der Junta geht auf die Junta Suprema Central zurück, die sich 1808 in Spanien bildete, um den Befreiungskrieg gegen Napoleon zu führen, während König Ferdinand VII. in Frankreich gefangen war. Als Juntas wurden aber bereits im 16ten Jahrhundert die Sonderkomitees für besondere Aufgaben, etwa Kriegszüge, bezeichnet, die Philipp II. eingesetzt hatte. Weitere Beispiele für eine Junta sind die griechische Militärdiktatur in der Zeit von 1967 bis 1974 und die Militärdiktatur in Chile in der Zeit von 1973 bis 1989 unter Augusto Pinochet, die argentinische Regierung im sogenannten „Prozess der Nationalen Reorganisation“ von 1976 bis 1983 oder – zumindest im aktuellen Sprachgebrauch – die Militärdiktatur in Myanmar (früher Birma beziehungsweise Burma).
Juntaregierungen wurden häufig von rechten Diktaturen gebildet, da hier ideologisch verschieden geprägte Gruppen, wie Konservative, Liberale und Nationale kooperierten, um gemeinsam wirkungsvoll gegen Linke vorzugehen.
Junta nannte man u. a.:
- Junta Provisional Gubernativa, Spanien 1820
- Junta de Salvação Nacional Portugal (1974–1976)
- Junta Syntagmatarchon, Griechenland (1967–1974)
- Junta Revolucionaria de Gobierno, El Salvador (1979–1982)
- Junta de Exrectores Universität Mexiko (UNAM), 1944
- Junta de Gobierno Bueno (EZLN, seit 2003)[3]